# Dieudonné Costes

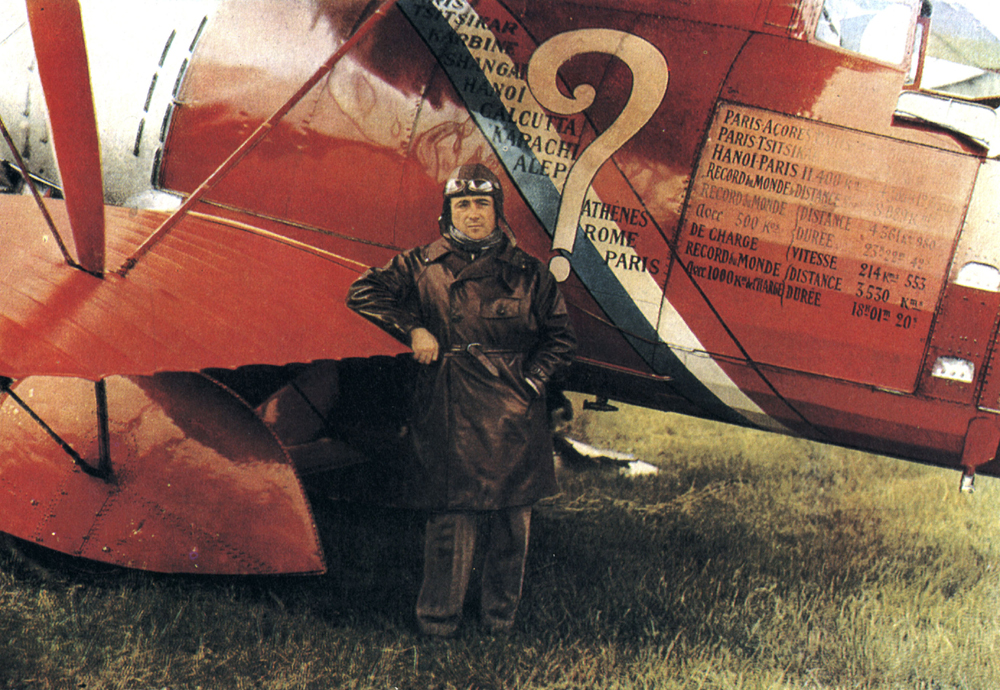
Dieudonné Costes na fotografii barwnej w 1930

Dieudonné Costes (ur. 14 listopada 1892, zm. 18 maja 1973) – francuski lotnik, znany z rekordowych długich przelotów, as myśliwski I wojny światowej.

## Życiorys
Urodził się 14 listopada 1892 w Septfonds. 26 września 1912 uzyskał dyplom pilota (brevet), a w listopadzie 1915 pilota wojskowego. Podczas I wojny światowej służył w lotnictwie francuskim, w eskadrach: MF 55, MF 85 na samolotach Farman, następnie w eskadrach myśliwskich N 506, N 507, N 531 (greckiej) na samolotach Nieuport na froncie bałkańskim. Odniósł tam 8 zwycięstw powietrznych (według innych źródeł 6), pierwsze w kwietniu 1917, kolejne w okresie od stycznia do września 1918, zyskując tytuł asa. Wojnę ukończył w stopniu podporucznika.
Po wojnie służył w lotnictwie cywilnym. Początkowo w 1920 latał w Towarzystwie Latécoère, wożąc pocztę między Tuluzą a Casablancą, a w 1921 w liniach Ernoult między Bordeaux a Paryżem, po czym w 1923 w linii lotniczej Air Union między Paryżem a Londynem. W 1925 został pilotem doświadczalnym zakładów Breguet. We wrześniu tego roku został ranny w wypadku lotniczym w Niemczech, w którym zginął szef pilotów Bregueta Robert Thiery, po którym Costes przejął tę funkcję. 
Costes zaczął następnie uprawiać dalekodystansowe i rekordowe przeloty zmodyfikowanymi wersjami samolotu Breguet 19. W 1926 pobił rekord szybkości wznoszenia dla samolotów dwumiejscowych. Podczas nieudanej próby bicia rekordu odległości, 26 września 1926 z René de Vitrolles'em przeleciał odległość 4100 km z Paryża do Asuanu. 28 października 1926 z J. Rignotem ustanowił rekord świata odległości lotu 5396 km z Paryża do Jasku w Iranie, po czym wykonał dalej rajd do Indii i z powrotem o łącznej długości 19.625 km. W dniach 4-5 czerwca 1927 z Rignotem przeleciał odległość ok. 5000 km na trasie Paryż-Niżny Tagił, podczas nieudanej próby bicia rekordu. Między 10 października 1927 a 14 kwietnia 1928 Costes i Joseph le Brix wykonali na Breguet 19GR o nazwie „Nungesser - Coli” lot dookoła świata na dystansie 57 410 km w ciągu 342 godzin, z Paryża przez Argentynę, Brazylię, USA, Japonię, Indie i Grecję, pokonując 14 października w locie południowy Atlantyk między Saint-Louis a Natalem (4600 km w 26 h 30'); jedynie Pacyfik pokonali z San Francisco do Tokio statkiem. 
Na samolocie Breguet 19 Super Bidon, nazwanym „?” (Point d'Interrogation - pytajnik), Costes z Maurice Bellonte podjęli 13 lipca 1929 próbę przelotu z Villacoublay pod Paryżem przez północny Atlantyk, lecz po 17 godzinach powrócili z powodu złych warunków atmosferycznych. W dniach 27-29 września 1929 załoga ta ustanowiła rekord odległości przelotu 7905 km z Paryża do Qiqihar w Chinach (51 h 20'). W dniach 15-17 grudnia 1929 Costes z Paulem Codosem ustanowił rekord świata odległości w obwodzie zamkniętym 8029 km (w czasie 52 h 34').
W dniach 1-2 września 1930, Costes wraz z Maurice Bellonte przeleciał na Bre.19 „?” z Paryża do Nowego Jorku na dystansie 6200 km (według niektórych źródeł, 5850 km) w 37 h 18' - był to pierwszy przelot samolotu nad północnym Atlantykiem w trudniejszym kierunku zachodnim. W 1933 Costes z mechanikiem Veronem odbył rajd długości 22.000 km (105 godzin) po Europie i Afryce, samolotem Breguet 273.
Costes był później m.in. pilotem komunikacyjnym i od 1933 technicznym inspektorem Air France. W 1939 uzyskał stopień podpułkownika rezerwy. Po wybuchu II wojny światowej służył jako instruktor w szkole pilotażu w Wersalu. Po wojnie, w 1947 stanął pod zarzutem współpracy z Niemcami i został aresztowany, lecz w 1949 został uniewinniony. W 1965 porzucił lotnictwo i został radnym Mont-Dore. Zmarł 18 maja 1973 w Paryżu. Pochowany został na Cmentarzu Passy. 

## Odznaczenia
- Kawaler Legii Honorowej
- Medal Wojskowy
- Krzyż Wojenny z 7 palmami i złotą gwiazdą
- Wielki Złoty Medal FAI (1929)